# Ernani Pereira
Ernani Pereira (Belo Horizonte, 22 de janeiro de 1978), é um ex-futebolista naturalizado azerbaijanês que atuava como zagueiro. Atuou por diversos clubes do Brasil e do mundo e também pela Seleção Azeri de Futebol.

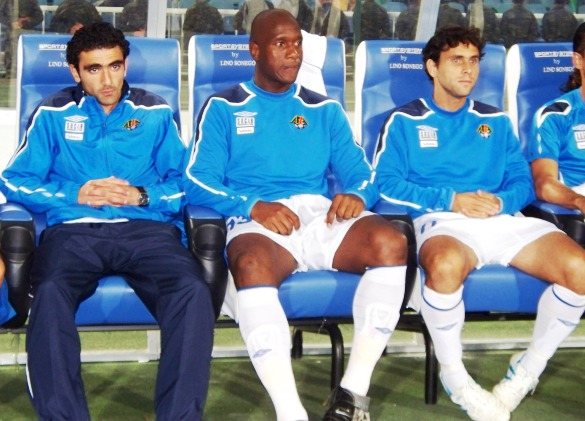
Vagif Javadov, Ernani Pereira e Leandro Gomes, durante o amistoso entre a Seleção Azeri e a Espanhola no dia 9 de junho de 2009 em Baku.

## Seleção Azeri
Ernani se naturalizou Azeri para poder atuar pela Seleção Nacional. Fez sua estreia pelo time na derrota para Portugal por 3 a 0, em jogo disputado no dia 7 de outubro de 2006, no Estádio do Bessa, em Porto, jogo válido pelas Qualificações para o Campeonato Europeu de Futebol de 2008.
Ao todo disputou doze jogos e não marcou nenhum gol pelo selecionado do país.